# A Delicate Balance
Pour plus de détails, voir Fiche technique et Distribution.
A Delicate Balance est un film canado-britannico-américain réalisé par Tony Richardson, sorti en 1973.

## Fiche technique
- Titre : A Delicate Balance
- Réalisation : Tony Richardson
- Scénario : Edward Albee d'après sa propre pièce
- Production : Ely A. Landau et Ben Baker pour la version restaurée de 2006
- Société de production : Cinévision Ltée et The American Film Theatre
- Photographie : David Watkin
- Montage : John Victor-Smith
- Direction artistique : David Brockhurst
- Décors : David Brockhurst
- Costumes : Margaret Furse
- Distribution : The American Film Theatre
- Pays de production :  États-Unis /  Canada /  Royaume-Uni
- Langue : Anglais
- Format : Couleur (Eastmancolor) - Mono
- Genre : Drame
- Durée : 133 minutes
- Date de sortie : 
  - États-Unis : 10 décembre 1973

## Distribution
- Katharine Hepburn : Agnes
- Paul Scofield : Tobias
- Lee Remick : Julia
- Kate Reid : Claire
- Joseph Cotten : Harry
- Betsy Blair : Edna